# Europäisches Hansemuseum
Das Europäische Hansemuseum  in Lübeck im Südosten Schleswig-Holsteins zeigt die Geschichte der Hanse. Es wurde im Mai 2015 eröffnet.

## Standort

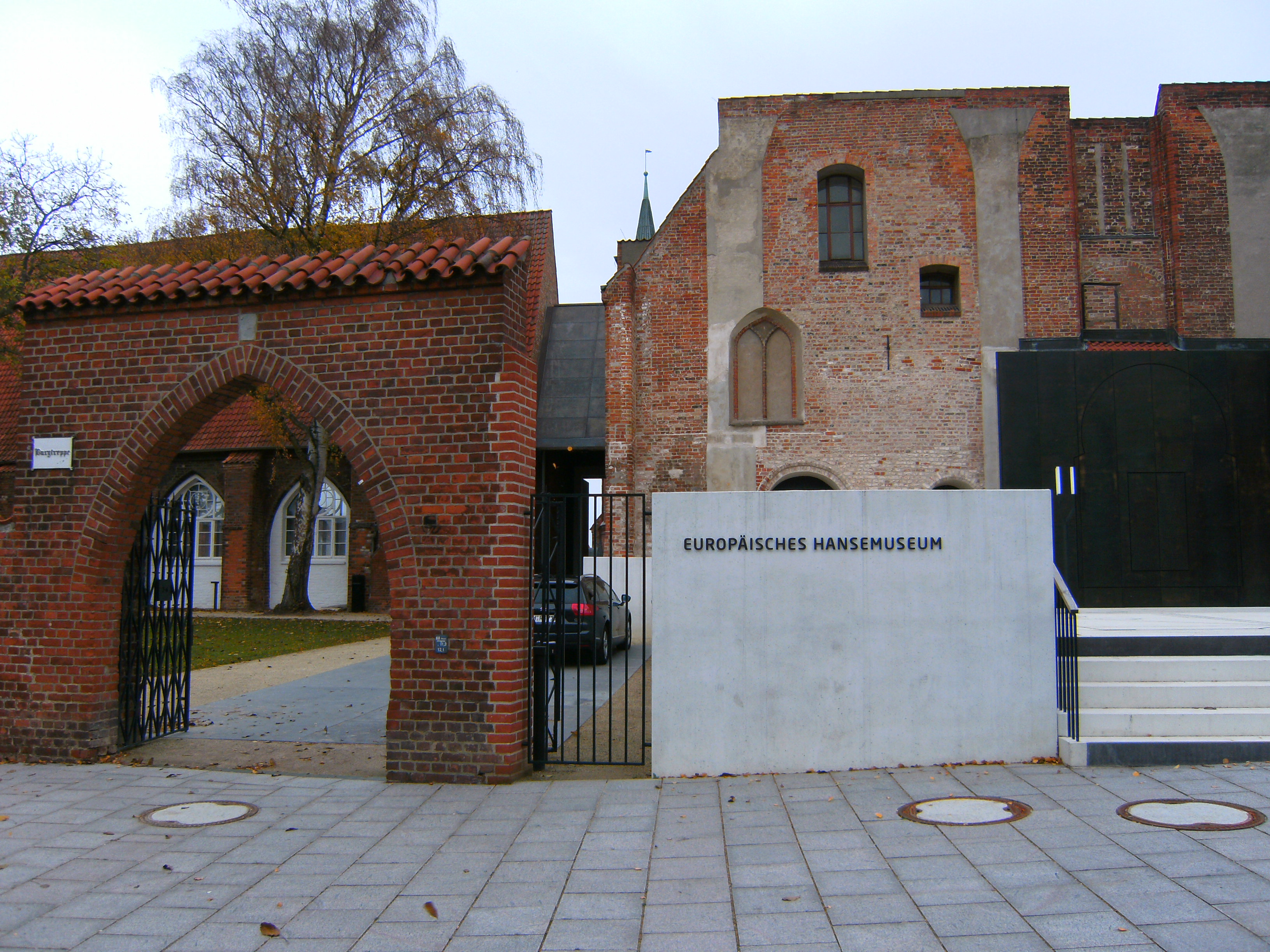
Zugang von der Straße Hinter der Burg

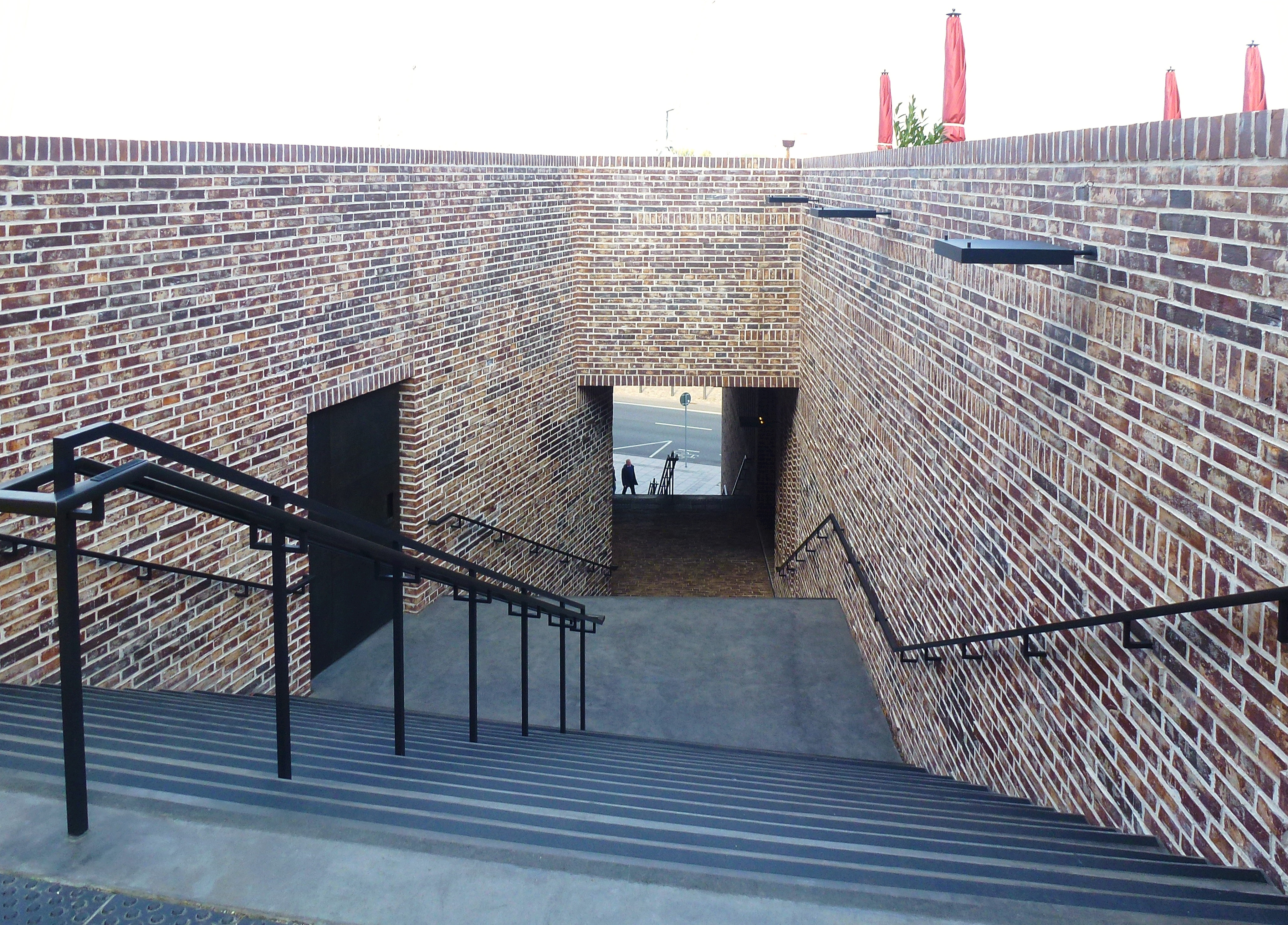
Verbindungstreppe. In der Mitte der Eingang zur Empfangshalle des Museums.

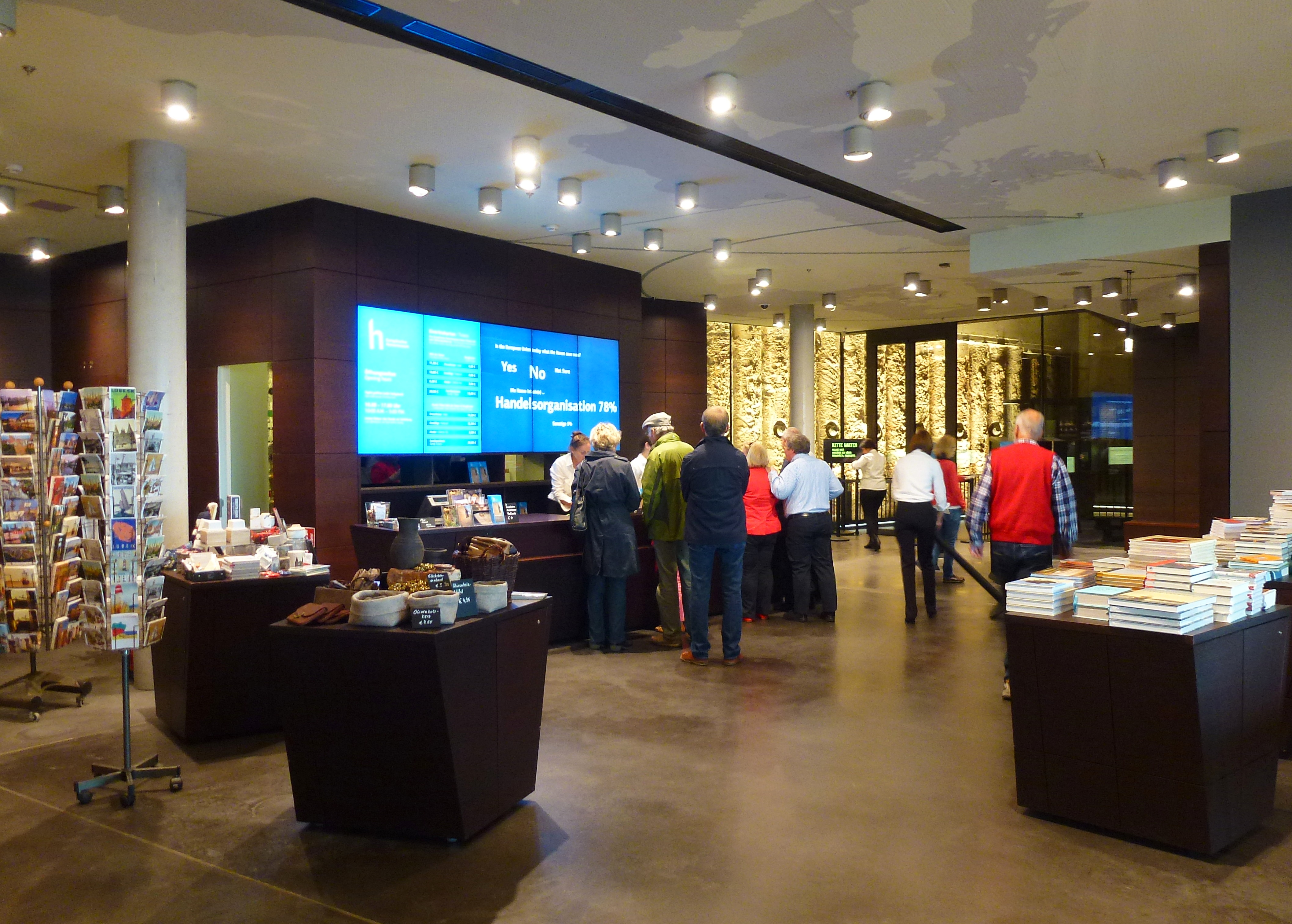
Eingangsbereich, 2015

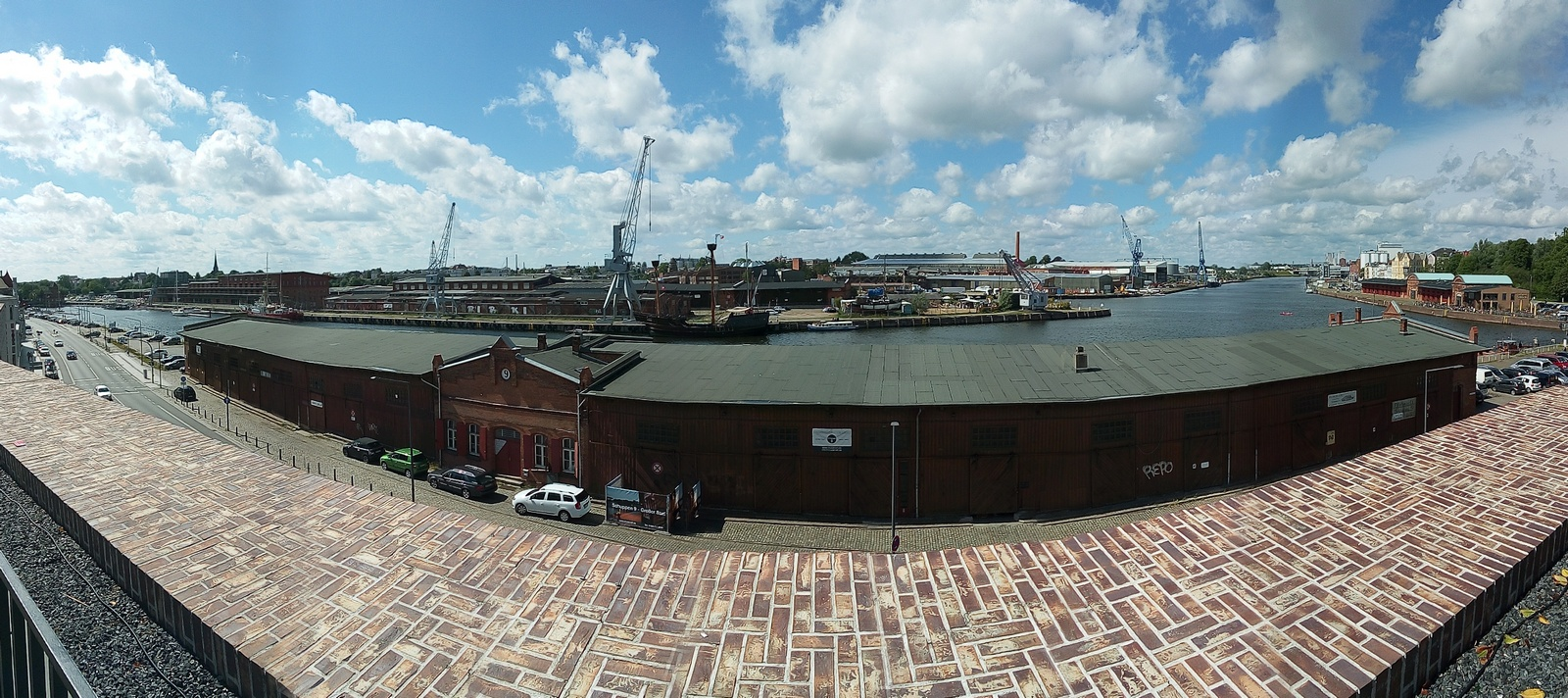
Blick vom Hansemuseum, Panorama des Hafens zwischen Hubbrücke und Drehbrücke

Das Museum liegt An der Untertrave 1 in der nördlichen Altstadt. Hier standen zuvor ein Luftschutzbunker aus dem Zweiten Weltkrieg und ein Seemannsheim. In unmittelbarer Nachbarschaft befinden sich das Burgkloster und angrenzend Marstall und Burgtor. Weitere Zugänge zum Museumsareal befinden sich an der Straße Hinter der Burg und an der Großen Burgstraße. Der Zugang zur Eingangshalle des Museums liegt in der Mitte der Treppe, die vom Niveau der Straße An der Untertrave zum höheren Niveau des Burgklosters führt.

## Entstehungsgeschichte

### Finanzierung

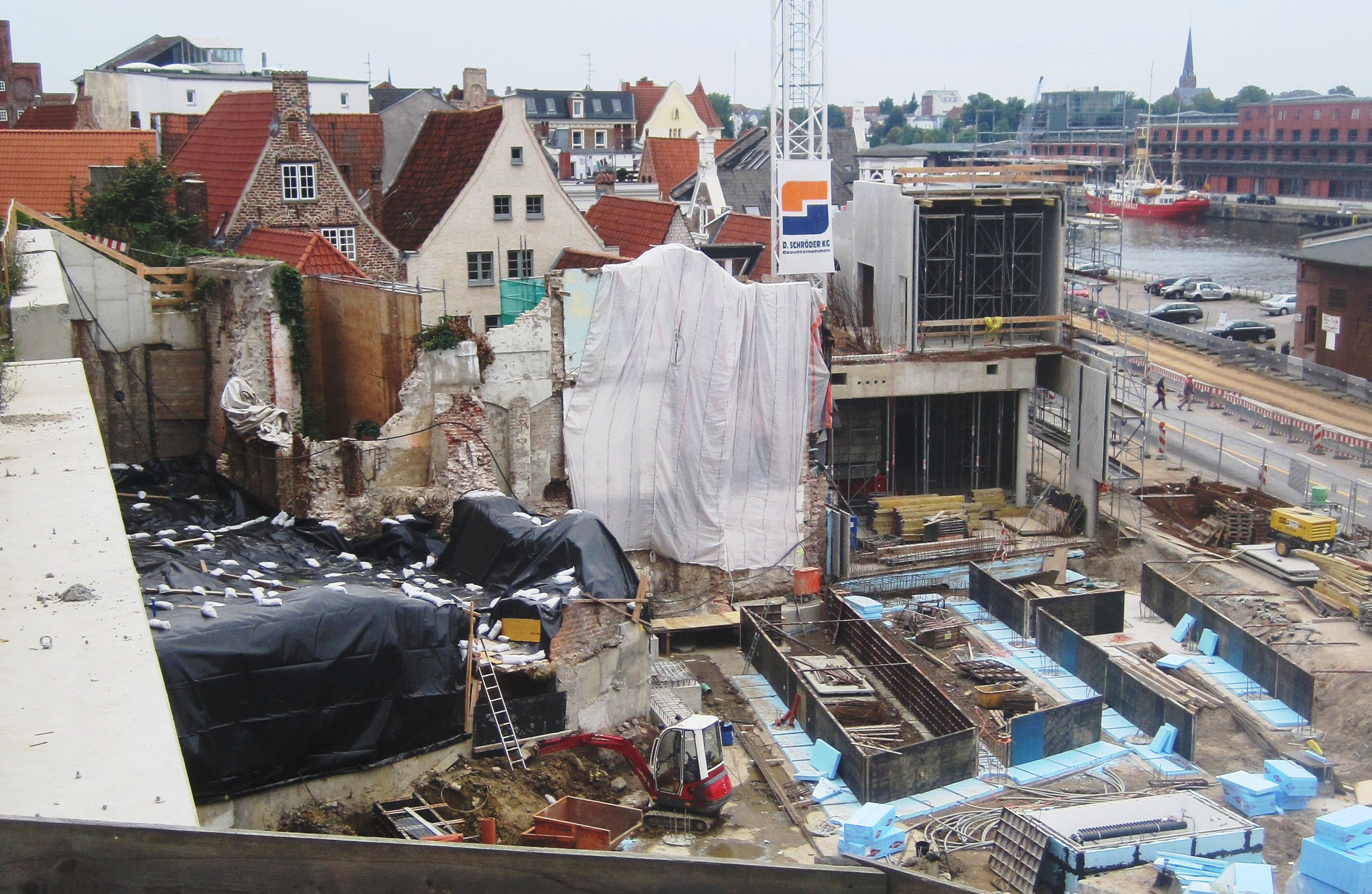
Baustelle, 2013

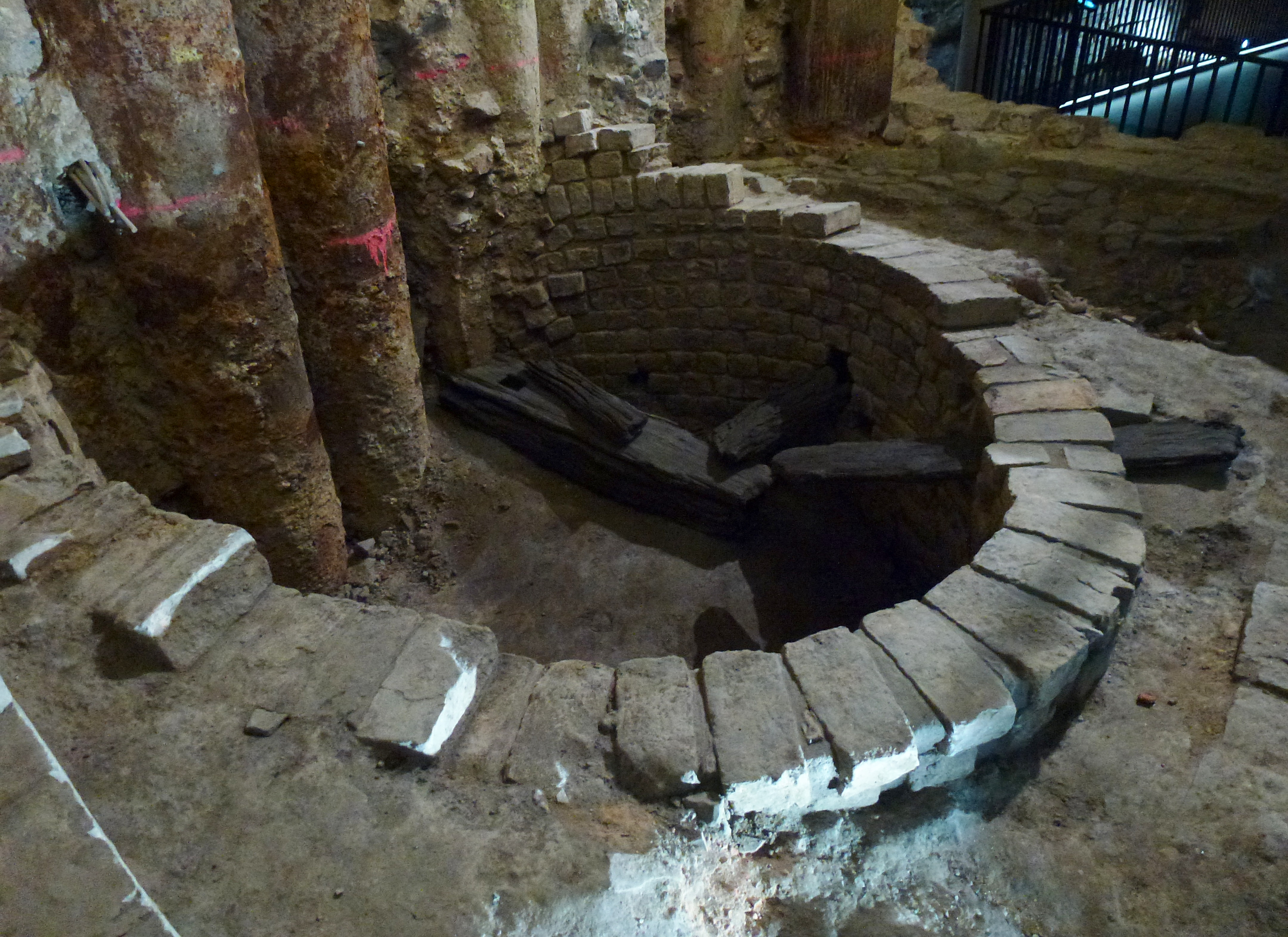
Grabungsstätte im Keller, 2015

Die Bürgerschaft der Hansestadt Lübeck beschloss im Juli 2010, den Bau eines Hansemuseums zu ermöglichen. Dem Beschluss waren jahrelange Überlegungen und Diskussionen vorausgegangen. Mit dem Abriss der bisherigen Gebäude an dem Standort wurde im Januar 2012 begonnen. Die Fertigstellung war ursprünglich zum Herbst 2013 geplant. Sie wurde zwischenzeitlich auf das Jahr 2014 zum 34. Hansetag der Neuzeit in Lübeck verschoben. Umfangreiche archäologische Funde führten zu einer weiteren Verschiebung der Eröffnung bis zum Mai 2015.
Für das Räumen der Baufläche und die Errichtung des Gebäudes und der Innenausstattung war ursprünglich ein Budget von 27 Mio. Euro (Januar 2012) geplant. Die zwischenzeitlichen Budgetplanungen gingen von einem Bedarf in Höhe von 32 Mio. Euro (Februar 2013), 37 Mio. (April 2014), 42 Mio. (Oktober 2014) und 45 Mio. (Januar 2015) aus. Von den ursprünglich 32 Millionen Euro sollten 22,6 Mio. Euro von der Lübecker Possehl-Stiftung, 9,4 Mio. Euro vom Land Schleswig-Holstein (Zukunftsprogramm Wirtschaft der Europäischen Union, Europäischer Fonds für regionale Entwicklung (EFRE)) getragen werden. Etwa 2 Millionen Euro kostete der Kauf des Grundstücks und ca. 2,5 Millionen Euro die Straßenumbauten vor dem Museum. Die Kosten trug die Possehl-Stiftung. Die Hansestadt Lübeck beteiligt sich an den laufenden Kosten des Museumsbetriebes mit bis zu 400.000 Euro jährlich (50.000 Euro in Geld, 350.000 Euro durch Stellung von Personal). Den Rest der nicht durch Einnahmen gedeckten Kosten trägt die Possehl-Stiftung.

### Baumaßnahmen
Für das Hansemuseum wurde das Archäologische Museum im Beichthaus des Burgklosters aufgelöst, um Redundanzen mit dem Hansemuseum zu vermeiden. Es bestand von 2005 bis 2011. 1600 Quadratmeter Nutzfläche des Gesamtareals entfallen auf den Neubau des Museums, weitere 2400 Quadratmeter auf das Burgkloster. Das Gesamtareal umfasst etwa 7000 Quadratmeter.
Das Hansemuseum war im April 2015 Tagungsort der Außenminister der G7-Staaten. Offiziell eröffnet wurde es am 27. Mai 2015 von Bundeskanzlerin Angela Merkel. Der Museumsbetrieb wurde am 30. Mai 2015 aufgenommen. 

### Ausstellungskonzept
Mit der Planung und dem Bau bis zur Museumskonzeption wurde der Architekt Andreas Heller beauftragt. Die wissenschaftliche Konzeption der Ausstellung lag bei dem Hanseforscher Rolf Hammel-Kiesow.
Die komplette Eröffnungsszene des Sets „NEWA“ wurde von Filmbau Decotec gebaut und zeigt Fernhandelskaufleute auf dem Weg nach Nowgorod. Dort befand sich ab Mitte des 13. Jahrhunderts das östlichste Kontor der Hanse. Der sogenannte Peterhof hatte eine eigene Verfassung, die Schra, und bestand als Kontor der Hanse bis 1494. Weitere Szenen im Museum wurden zu einem großen Teil vom Filmstudio Babelsberg in Potsdam geschaffen.
Zwischen den Verantwortlichen und der interessierten Fachöffentlichkeit wurde das inhaltliche Konzept kontrovers diskutiert. Neben der traditionellen Präsentation von Originalfunden werden auch typische Situationen der Hansezeit inszeniert. Kritiker sehen hierin „erdachte Welten“, während die Befürworter darauf verweisen, dass die Inszenierungen auf wissenschaftlichen Erkenntnissen beruhen.
Im Jahr 2016 besuchten 113.000 Personen das Haus, 2017 kamen 114.000 Besuche, 2018 waren es 103.000. Am 6. September 2019 verzeichnete das Museum den 500.000. Besucher. Die seit der Eröffnung höchste Besucherzahl hatte das Hansemuseum im Jahr 2023 mit 122.000 Besuchern.

## Betreiber
Bauherr und Betreiber des Museums ist nicht die Hansestadt Lübeck, sondern eine gemeinnützige GmbH.
Zum 1. April 2015 wurde Lisa Kosok, bis dahin Direktorin des Museums für Hamburgische Geschichte, als Direktorin des Hansemuseums bestellt. Ihr folgte im Oktober 2015 als geschäftsführende Direktorin Felicia Sternfeld nach, die seit Dezember 2014 Leiterin des Lübecker Theaterfigurenmuseums gewesen war.

## Dauerausstellung zur Hanse
Der Rundgang beginnt mit der Darstellung der freigelegten Fundamente und der Hangabstützung aus früheren Jahrhunderten. Die bei der Baufeldfreimachung entdeckten archäologischen Funde wurden durch eine begehbare Grabungsstätte in den Rundgang einbezogen. Anhand der Ausgrabungen werden 1200 Jahre Stadtgeschichte gezeigt.
Das Museum stellt die Entwicklung der Hanse der Kaufleute und der sich anschließenden Städtehanse chronologisch dar. Lübisches Recht und seine Geschichte sind ein weiterer Schwerpunkt der Ausstellung. Der Rundgang über 400 Jahre Hansegeschichte zeigt in Großdioramen den Handel der niederdeutschen Kaufleute in Nowgorod, Lübeck im 13. Jahrhundert, das Hansekontor in Brügge, den Stalhof in London, das Kontor auf der Tyske Brygge im norwegischen Bergen und einen Hansetag im Jahr 1518 in Lübeck.
In einem Raum ist eine typische Hansekogge mit Fässern ausgestellt. Die zentrale Rolle der Lübecker Kaufleute für die Geschäfte der niederdeutschen Kaufleute wird am Handel von Lübeck nach Gotland und später von Gotland nach Nowgorod dargestellt. In Nowgorod wurde ein Äldermann als Vertreter der niederdeutschen Kaufleute gewählt. Ausgetauscht wurden auf freiem Markt Felle, Bienenwachs usw. gegen Tuche und Wein usw. der niederdeutschen Kaufleute. Die Wertigkeit der Tauschgüter wurde um- und aufgerechnet. Es gab Sommer- und Winterfahrer nach Nowgorod, die sich dort von Mai bis September bzw. von September bis Mai durchgehend aufhielten. Nach Vereinbarung der Handelssicherheit wurde die Präsenz der niederdeutschen Kaufleute vor Ort durch den Handel von ihren heimischen Kontoren aus ersetzt.
Zum ersten Mal als politische Gemeinschaft trat die Hanse im Jahr 1358 auf. Der Herzog von Flandern hatte in Brügge, Flandern die Abgaben für den Handel erhöht. Daraufhin beschloss die Hanse einen gemeinsamen Boykott des Handelsplatzes Brügge. Bei Zuwiderhandlung wurde den Hansemitgliedern der Ausschluss aus der Hanse angedroht. Hamburg trat zu diesem Zeitpunkt der Hanse bei.
Ein Raum widmet sich dem Einbruch der Pest in Europa. Hier wird der geographische Verlauf der Verbreitung der Pest gezeigt. Die Pestepidemie breitete sich im Verlauf von mehreren Jahren von Asien Richtung Südeuropa, Nordeuropa und letztlich bis nach Moskau aus. Ungefähr ein Drittel der Bevölkerung starb. Die Folgen waren Inflation und wirtschaftlicher Niedergang, aber auch die Akkumulation von Kapital.
In einem Raum wird der Hansetag von 1518 dargestellt. Die Darstellung des Hansetags wird anhand des Nachbaus eines Segmentes im Hansesaal des Lübecker Rathauses gezeigt. Informationen zu den Rangstreitigkeiten und den Themen des Hansetags werden gegeben. Das Leben im Kontor in London, wo englisches Tuch getauscht wurde, wird gezeigt. Das Kontor in London bestand bis 1598.
Auf dem Weg zurück in Richtung des Geschosses der Empfangshalle wird eine Versammlung von Dominikaner-Mönchen gezeigt. Der zweite Teil der Ausstellung zur europäischen Hanse befindet sich in den Räumen des alten Burgklosters. Hier erhält man einen Einblick in das Bergener Kontor und dessen wichtigstes Exportgut Stockfisch. Außerdem ist das zwischen 1893 und 1896 entstandene Schöffengericht zu besichtigen.

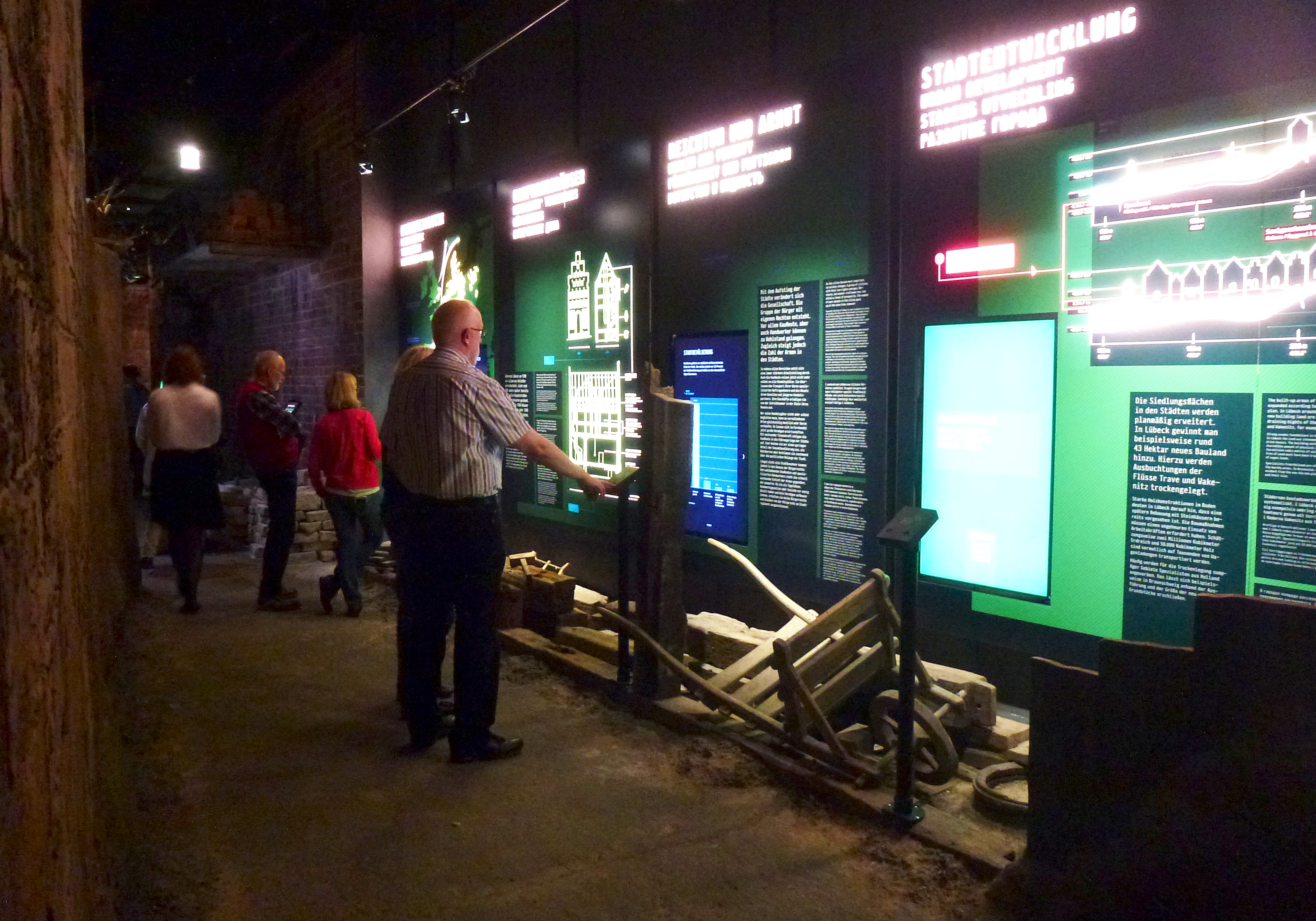
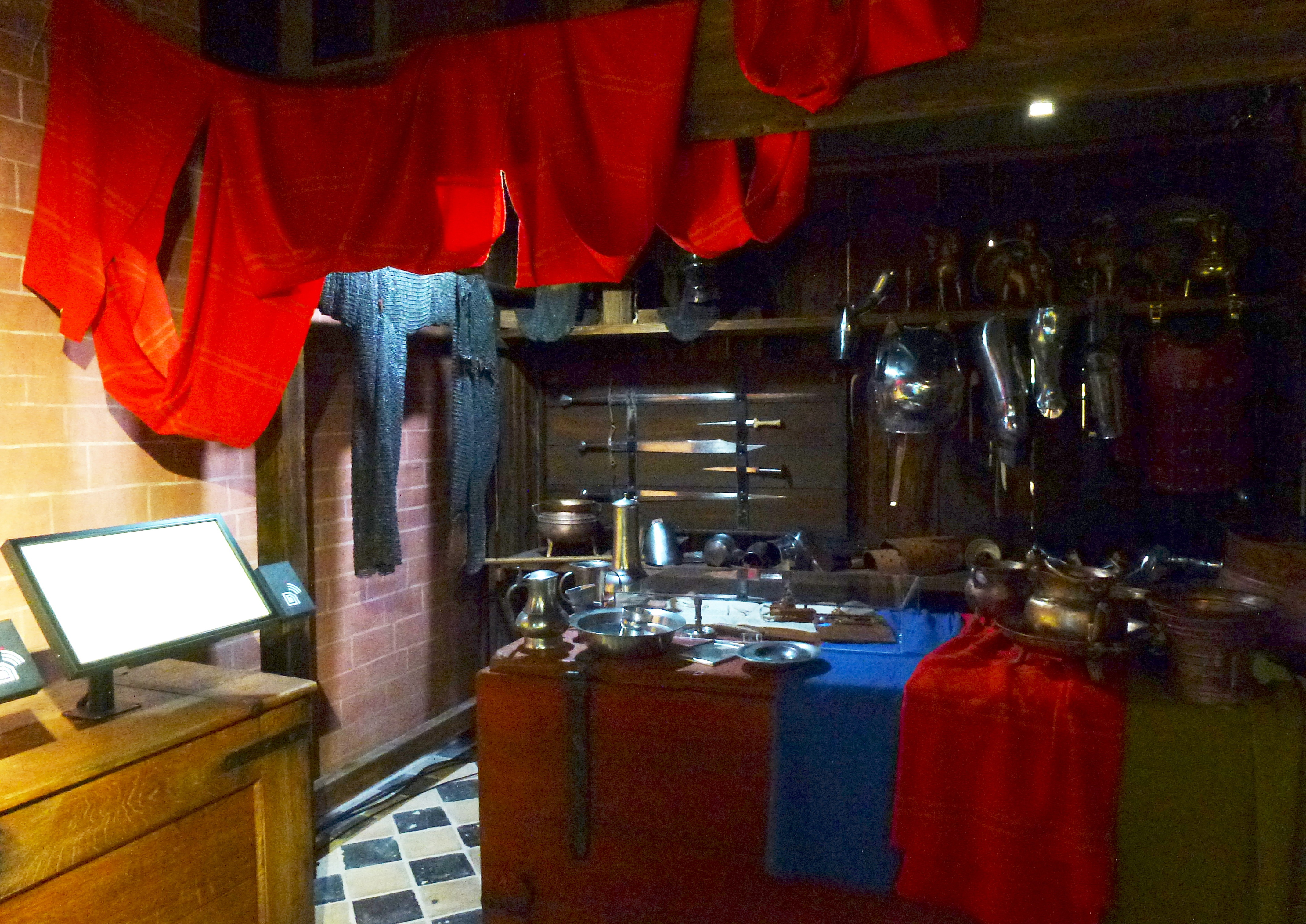
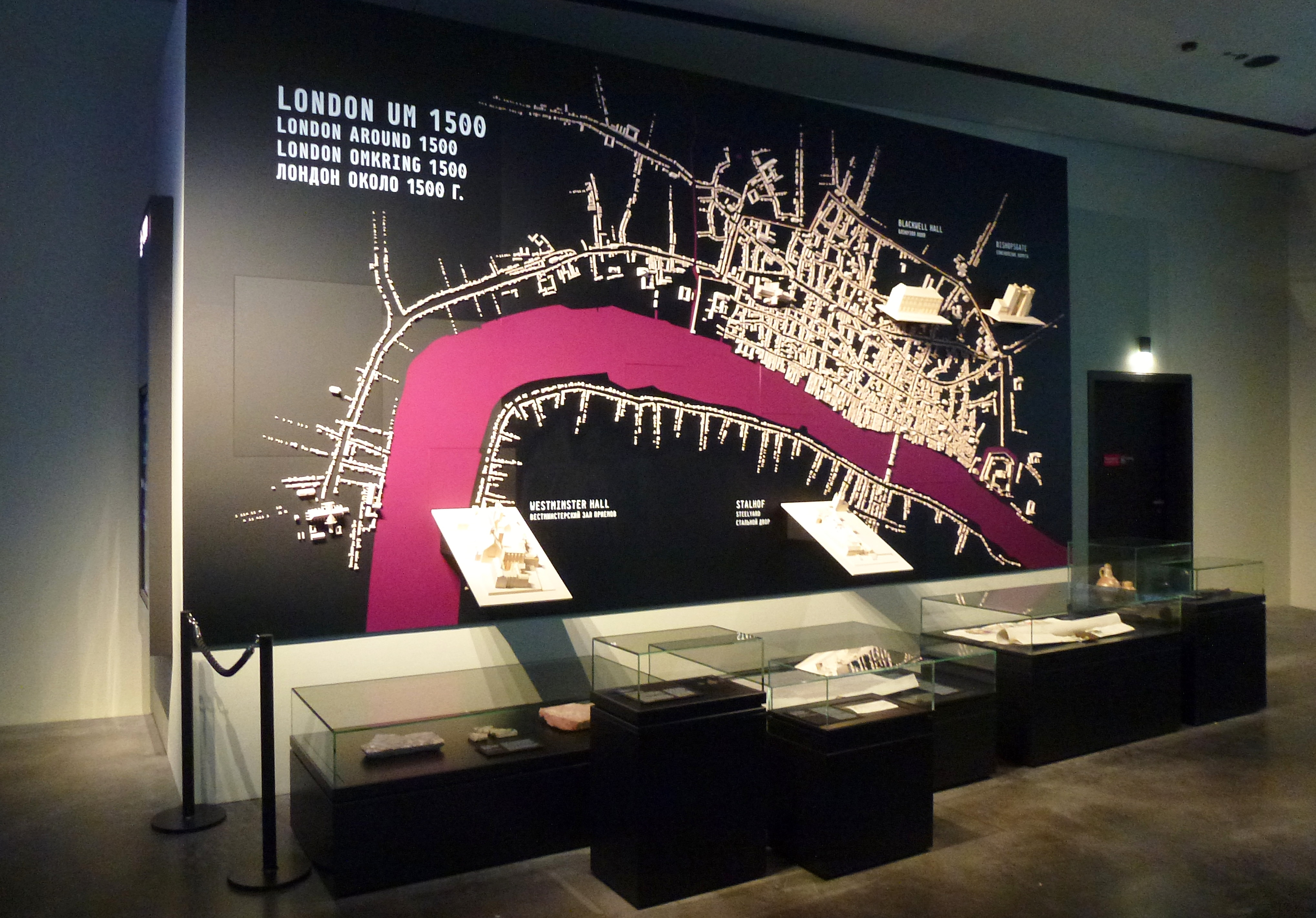

## Sonderausstellungen
Das Europäische Hansemuseum zeigt regelmäßig Ausstellungen zu verschiedenen Themenbereichen.
- Sonderausstellungen 2017:
  - Silberglanz & Silbergier
  - Pin it! Social Media des Mittelalters
  - Geld. Macht. Glaube.

- Sonderausstellungen 2018:
  - Der Konsens. Europas Kultur der politischen Entscheidung
  - 875 Jahre – Lübeck erzählt uns was
  - HanseHeroes: Hannover
  - Segel, Salz und Silberlinge

- Sonderausstellungen 2019: 
  - HanseHeroes: Danzig
  - Das Reichsbanner Schwarz-Rot-Gold 1924–1933

- Sonderausstellungen 2020:
  - Störtebeker & Konsorten – Piraten der Hansezeit?
  - HanseHeroes: Stralsund

- Sonderausstellungen 2021:
  - Hanse steinreich – Eine LEGO Zeitreise

- Sonderausstellung 2022–2023:
  - Guter Stoff: Textile Welten von der Hansezeit bis heute

- Sonderausstellung 2024:
  - Von hier nach dort: Unterwegs mit Kompass und Navi!

## Filme
- Europäisches Hansemuseum Lübeck (= Museums-Check. Folge 38). Reportage, 30 Min., Moderation: Markus Brock, Produktion: 3sat. Erstausstrahlung: 22. Mai 2016.[16]